# قبس دروموندي
قبس دروموندي (الاسم العلمي:Phlox drummondii) هو نوع من النباتات يتبع جنس القبس من الفصيلة البولامونيونية. سمي هذا النوع نسبةً إلى عالم النبات الأسترالي جيمس دروموند.